# Monts Hissar
Les monts Hissar (également connus comme monts Hisor ou monts Gissar en anglais) sont une chaîne de montagnes d'Asie centrale qui font partie de la zone occidentale du système Pamir–Alaï. Ils s'étendent sur plus de 200 km, orientés grosso modo est-ouest, sur les territoires du Tadjikistan et de l'Ouzbékistan.
Les monts Hissar sont situés au sud des monts Zeravchan. Ils s'étendent au nord de la ville de Douchanbé, et passent par le district tadjik de Hisor, pour atteindre l'Ouzbékistan dans la partie nord de la province de Sourkhan-Daria . Le sommet le plus élevé des monts Hissar atteint 4 643 mètres d'altitude et se situe au niveau de la frontière ouzbéko-tadjike, au nord-ouest de Douchanbé. Il s'appelait auparavant pic du XXIIe Congrès du Parti Communiste mais a été renommé Khazret Sultan. C'est le point le plus élevé de l'Ouzbékistan.
Les monts Hissar sont franchis par la grand route M34, au niveau du col d'Anzob, via la vallée du Varzob qui entaille le versant sud de la chaîne en son centre. La chaîne forme la limite entre la vallée du Yaghnob au nord, et la vallée de Gissar au sud, cette dernière hébergeant Douchanbé et largement irriguée par les rivières Kafirnigan et Sourkhan Daria, ainsi que par leurs abondants affluents.

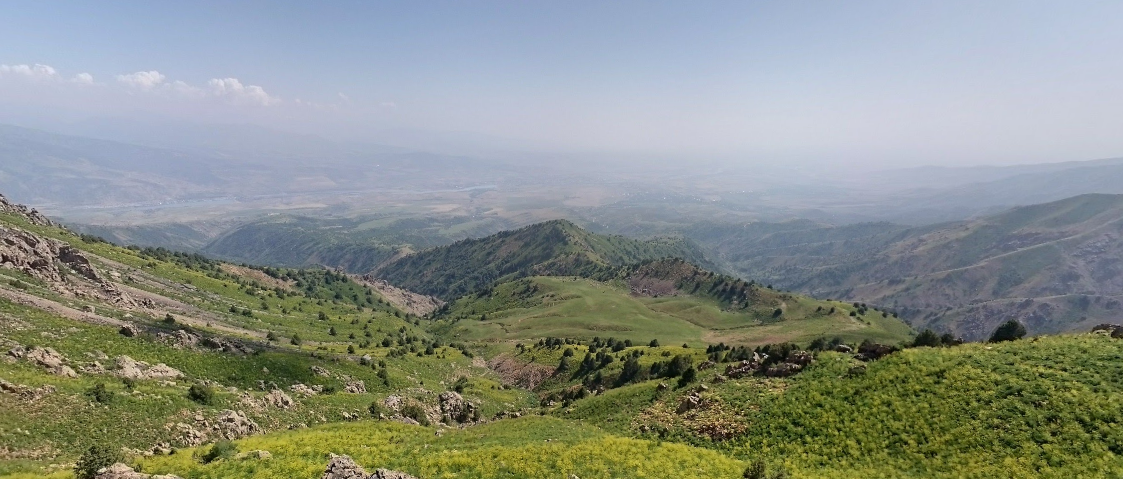
Vue panoramique du massif.